# Premćani
Premćani är ett samhälle i Montenegro. Det ligger i den centrala delen av landet, 80 km norr om huvudstaden Podgorica. Premćani ligger 1 082 meter över havet och antalet invånare är 158.
Terrängen runt Premćani är huvudsakligen kuperad, men söderut är den bergig. Runt Premćani är det ganska glesbefolkat, med 48 invånare per kvadratkilometer. Närmaste större samhälle är Barice, 9,9 km öster om Premćani. I omgivningarna runt Premćani växer i huvudsak blandskog.